# Arturo Viviani
Arturo Viviani (Siena, 21 settembre 1916 – 21 aprile 2005) è stato un politico e avvocato italiano.

## Biografia
Esponente della Democrazia Cristiana senese, venne eletto alla Camera dei deputati nella II e nella III legislatura per la circoscrizione Siena-Arezzo-Grosseto. Fu il fratello minore di Agostino, anch'esso avvocato e più volte parlamentare per il Partito Socialista Italiano.